# Segismundo Forgách

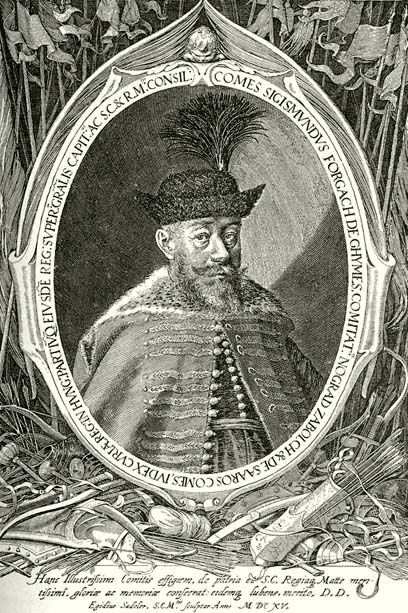

El conde Segismundo Forgách (en húngaro: Forgách Zsigmond) (1560 - Nagyszombat, 30 de junio de 1621) fue un noble húngaro. Nádor de Hungría (1618–1621). Durante un tiempo tuvo un papel relevante en la corte del rey Esteban I de Polonia.

## Biografía
Segismundo nació cerca de 1560 como hijo del conde húngaro Simón Forgách. En 1583 Segismundo fue a dar a la corte del rey Esteban I de Polonia, puesto que éste era el conde húngaro Esteban Báthory quien había sido elegido como monarca de este reino. Fue entonces Segismundo de confesión religiosa protestante hasta 1603, hasta que se cambió al catolicismo por influencia del arzobispo Pedro Pázmány al que se le había confiado la Contrarreforma en Hungría.
Segismundo aumentó su poder y propiedades a expensas de sus tres importantes matrimonios (con Catalina Losonczy, Susana Thurzó y Catalina Pálffy) ya que quedó viudo en varias ocasiones y heredó sus tierras. Fue entonces nombrado en 1599 como consejero del rey de Hungría Rodolfo de Habsburgo, a partir de 1604 fue su copero real, en 1606 pasó a ser juez-nacional del reino y en 1611 se convirtió en capitán general de los territorios del Norte de Hungría. igualmente obtuvo el título de ispán de las provincias de Sáros, Nógrád y Szabolcs.
Desde julio hasta septiembre de 1611 condujo una infructuosa campaña militar contra el Príncipe de Transilvania Gabriel Báthory, tras la cual sin poder derrocarlo en nombre del rey se regresó a los territorios de la Hungría controlados por los Habsburgo. A partir de mayo de 1618 Segismundo fue nombrado Nádor de Hungría, cargo que era el de más alto rango en el reino después de la figura del rey. En 1619 se alió al conde Gabriel Bethlen quien aparentemente lucía como el gran victorioso en el campo de batalla, pero Segismundo permaneció en contacto con el rey Fernando II de Habsburgo y posteriormente cambió abiertamente hacia el bando monarca germánico.
Segismundo Forgách murió el 30 de junio de 1621 en Nagyszombat.